# Erika Kržišnik
Erika Kržišnik (ur. 4 maja 1953 w Škofjej Loce) – słoweńska językoznawczyni. Jej zainteresowania naukowe koncentrują się na frazeologii.

## Życiorys
Ukończyła studia z zakresu słowenistyki i rusycystyki na Wydziale Filozoficznym Uniwersytetu Lublańskiego. W roku akademickim 1981/82 została zatrudniona jako asystentka w Katedrze Słoweńskiego Języka Literackiego i Stylistyki. W 1989 r. uzyskała stopień magistra. W 1996 r. doktoryzowała się na podstawie pracy Slovenski glagolski frazemi.
W latach akademickich 1994/95 i 1995/96 pracowała na Uniwersytecie w Grazu jako lektorka języka słoweńskiego. W 1996 r. objęła stanowisko docenta, a w 2001 r. została mianowana profesorem nadzwyczajnym.

## Wybrana twórczość
- Norma v frazeologiji in odstopi od nje v besedilih
- Tipologija frazeoloških prenovitev v Cankarjevihi proznih besedilih
- Slovenski glagolski morfemi
- Rabe frazemov v slovenskem dnevnem časopisju
- Pouk slovenščine malo drugače
- Frazeologija v slovenskem časopisju
- Frazeološko gradivo v SSKJ
- Pravopis v slovenski državi in slovenskem jezikoslovju